# Power Rangers: Battle for the Grid
Power Rangers: Battle for the Grid ist ein Fighting Game des in San Francisco ansässigen Spieleentwicklers nWay mit Charakteren aus dem Power-Rangers-Franchise.

## Beschreibung
Das Spiel wurde als Digitalversion für Xbox One und Nintendo Switch am 26. März 2019, für PlayStation 4 am 2. April 2019 und für Microsoft Windows am 24. September 2019 veröffentlicht. Das Spiel wurde auch für Stadia bestätigt. Vom 10. Juni 2019 bis zum 8. Juli 2019 nahm der Distributor Limited Run Games Vorbestellungen für eine physische Standardversion für Switch und PlayStation 4 sowie eine teurere Mega Edition entgegen. Limited Run Games kündigte außerdem an, dass ein begrenztes Angebot der physischen Standardversion auch in den Geschäften mit einem alternativen Spiel-Cover aus der Vorbestellung erhältlich sein wird.  Im Januar 2020 wurde eine „Power Rangers: Battle for the Grid“-ESports-League in den USA angekündigt. Seit Juli 2019 können Spieler aller Plattformen (Nintendo Switch, Xbox One, PC und PS4) Crossplay zusammen spielen. Seit März 2020 ist Power Rangers: Battle for the Grid im Xbox Game Pass enthalten.